# 톈위안구

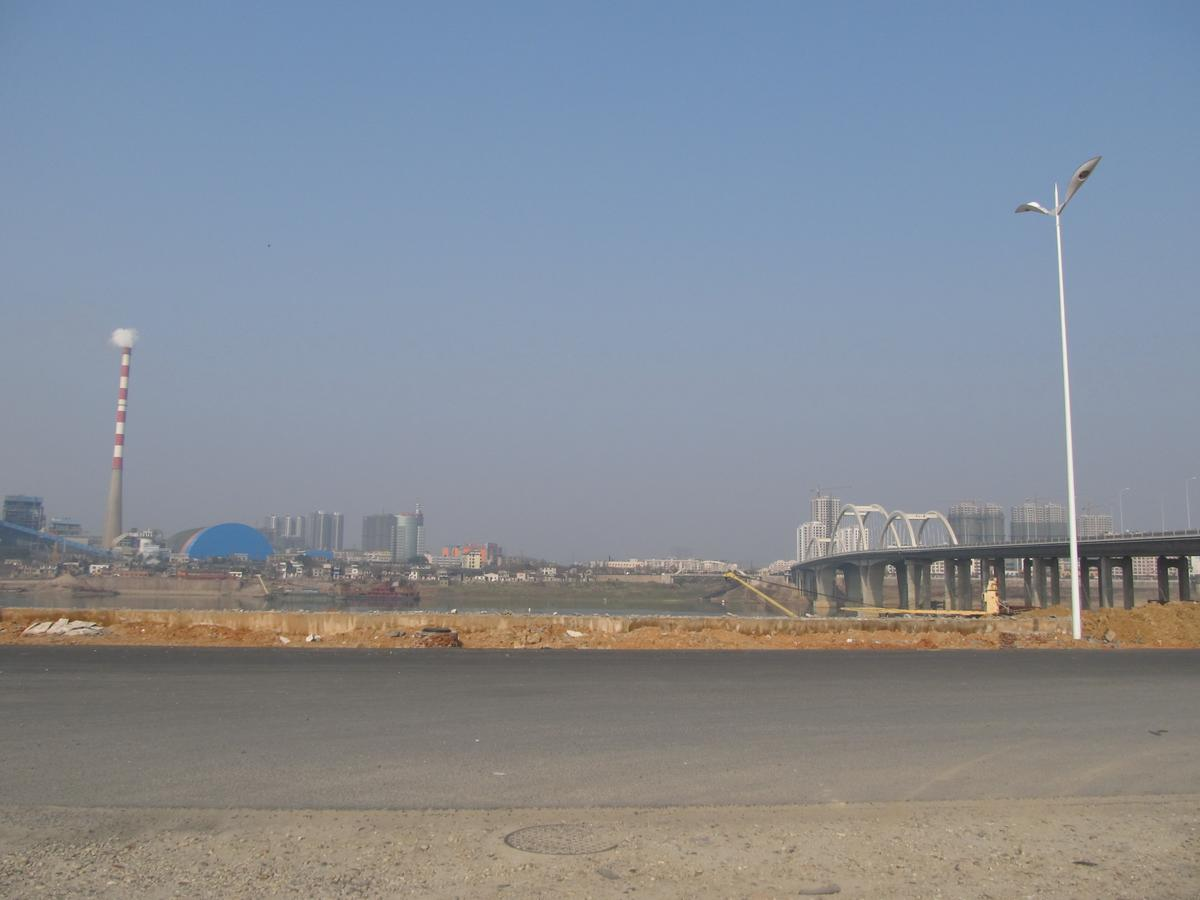

톈위안구(한국어: 천원구, 중국어: 天元区, 병음: Tiānyuán Qū)는 중화인민공화국 후난성 주저우 시의 현급 행정구역이다. 넓이는 150km2이고, 인구는 2007년 기준으로 140,000명이다.

## 행정 구역
3개 가도, 2개 진을 관할한다.
- 가도: 嵩山路街道, 泰山路街道, 栗雨街道.
- 진: 马家河镇, 群丰镇.